# Schwarzstirn-Regenpfeifer

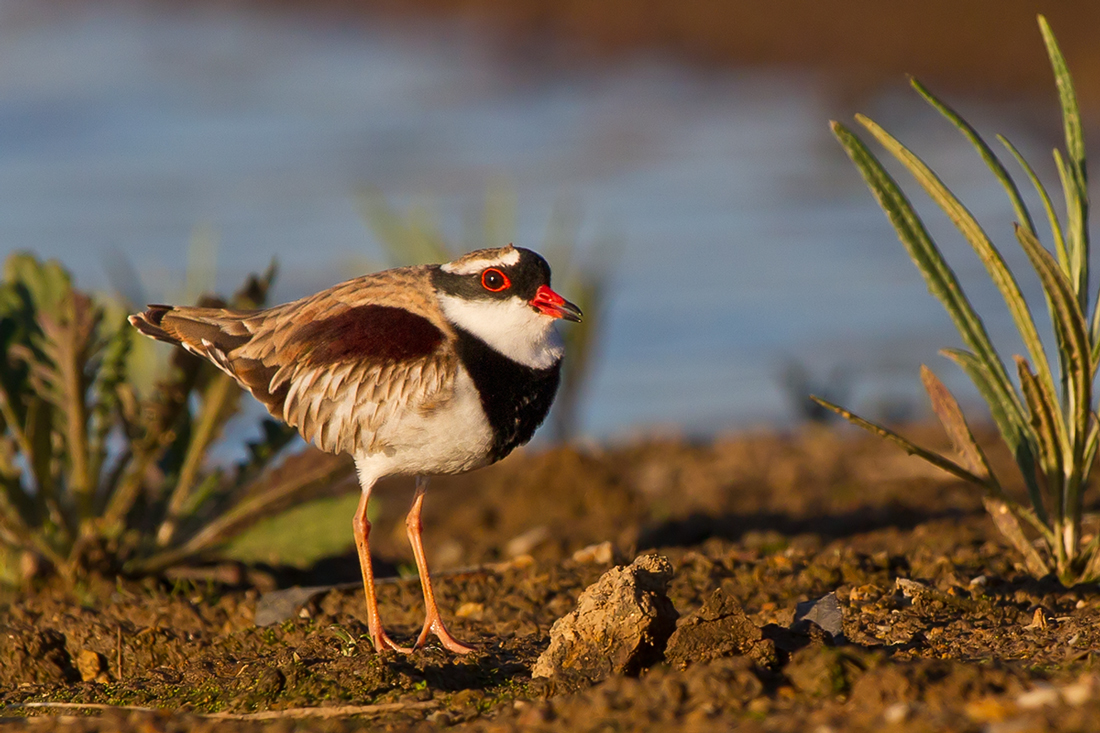
Schwarzstirn-Regenpfeifer, Australien

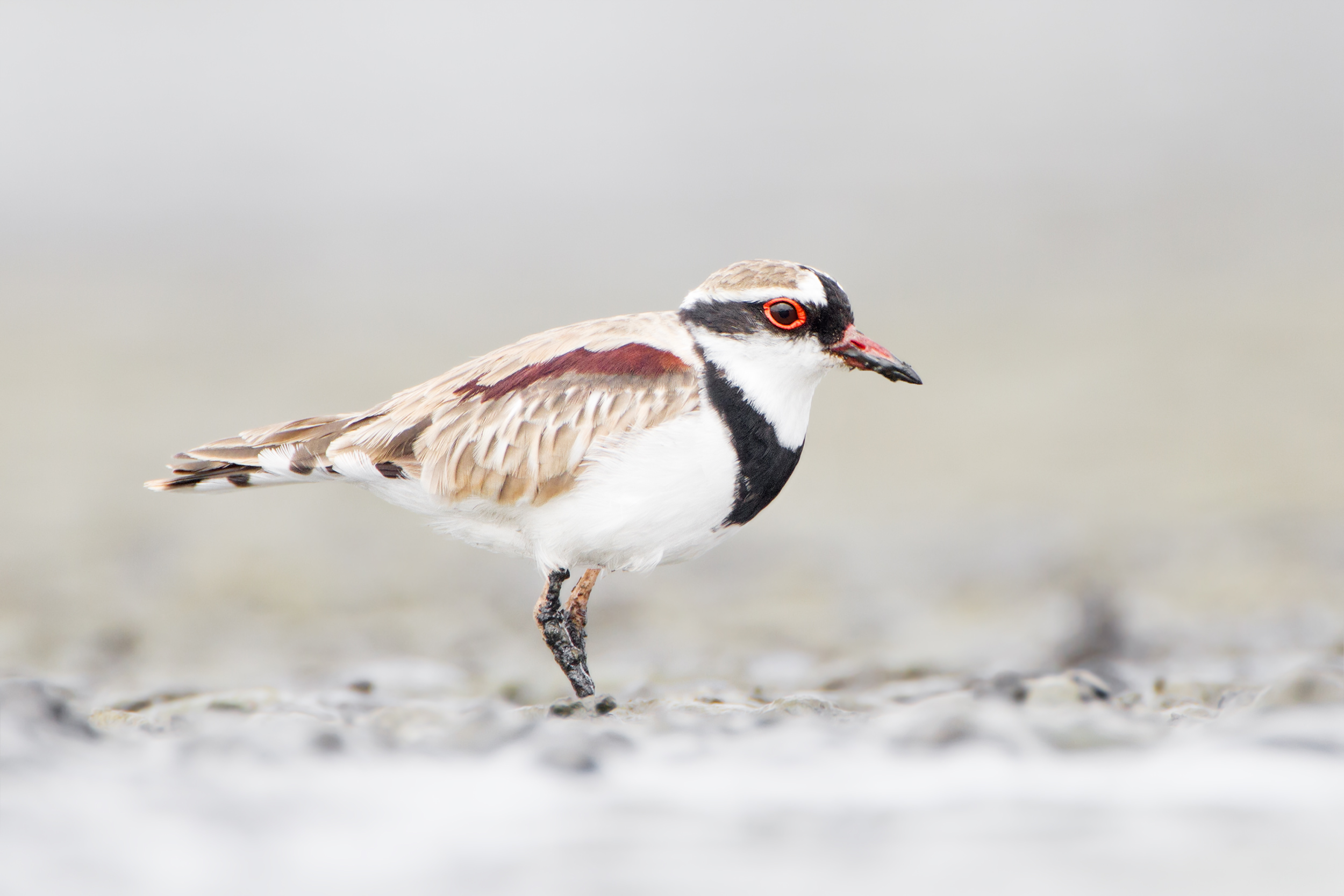
Schwarzstirn-Regenpfeifer

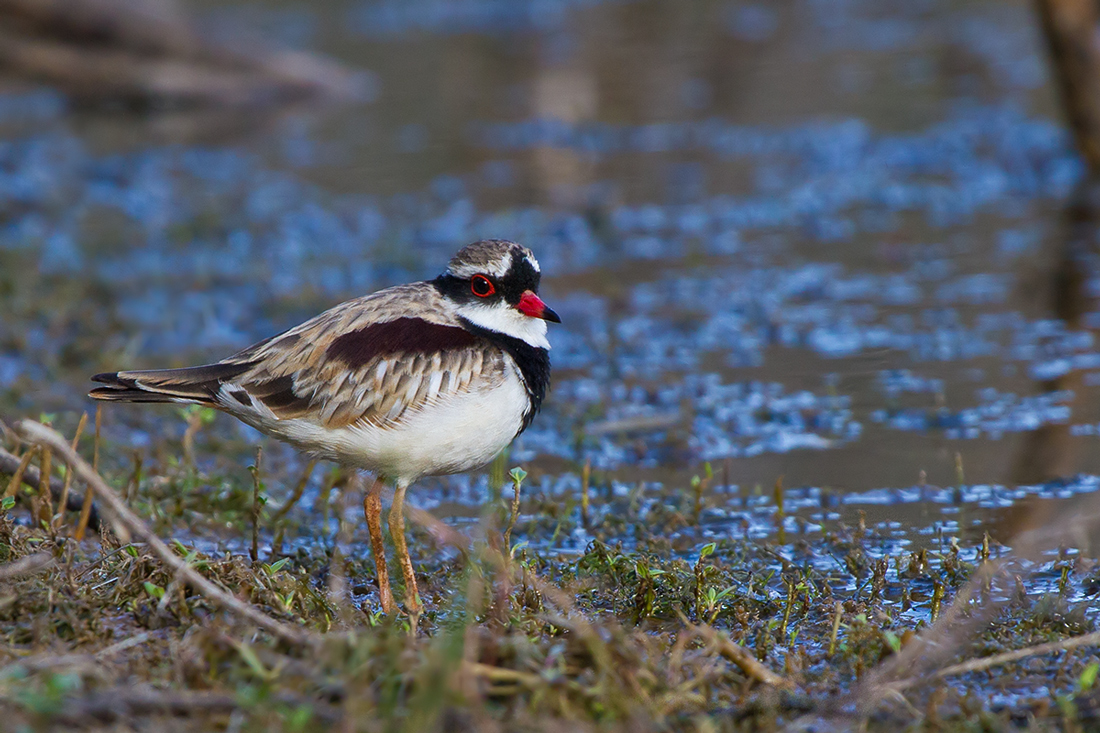
Schwarzstirn-Regenpfeifer

Der Schwarzstirn-Regenpfeifer (Charadrius melanops, Syn.: Elseyornis melanops) auch Schwarzstirnregenpfeifer geschrieben ist eine Vogelart aus der Familie der Regenpfeifer (Charadriidae) innerhalb der Ordnung der Regenpfeiferartigen, die in Australien und Neuseeland verbreitet ist. Die Art wurde 1818 von Louis Pierre Vieillot erstbeschrieben.

## Merkmale

### Körperbau
Der Schwarzstirn-Regenpfeifer wird 16 bis 18 Zentimeter lang und wiegt 30 bis 35 g. Die Flügelspannweite beträgt 33 bis 35 cm. Es besteht kein Geschlechtsdimorphismus.

### Adulte Vögel
Der Schwarzstirn-Regenpfeifer hat eine auffällige Zeichnung auf dem Vorderkörper und ist daher kaum mit anderen Arten zu verwechseln. Der Oberkopf ist größtenteils braun mit schwach hellbrauner Strichelung. Darunter schließt sich ein weißer Überaugenstreif und ein weißer Nacken an. Vom Schnabel zieht sich ein breiter schwarzer Augenstreif über das Gesicht in den Nacken. Dort gibt es eine Verbindungsstelle mit dem Augenstreif der anderen Gesichtshälfte. Die Stirn und die Mitte des vorderen Oberkopfes sind ebenfalls schwarz, der untere Teil von Gesicht, Kinn und Kehle weiß.
Der Unterkörper ist weiß, ein schwarzes, V-förmiges Brustband, das an den oberen Seiten der Brust schmaler wird, zieht sich bis zum Nacken. Mantel und äußere Schulterfedern sind gelbbraun bis hellbraun und dunkelbraun gestrichelt. Die Arm- und Handschwingen sind dunkler mit einer kurzen weißen Flügelbinde an der Basis der inneren Handschwingen. Die inneren Schulterfedern sind rotbraun bis purpur gefärbt und bilden einen dunklen Schulterflecken. Der Bürzel und die Oberschwanzdecken sind rotbraun gefärbt, der Schwanz ist schwarz mit weißen Säumen. Die langen Beine sind cremefarben bis orange oder rosa. Auffällig ist der nackte rote Augenring, der das Auge mit schwarzbrauner Iris umschließt. Der Schnabel ist rot mit schwarzer Spitze.

### Jungvögel
Im Jugendkleid ist das Gefieder deutlich blasser und weniger gemustert. Die Gesichtszeichnung ist dunkelbraun und geht verschwommen in einen weißgrauen Überaugenstreif über. Die Unterseite ist weiß, das Brustband ist nur schwach ausgebildet und gräulich. Die Oberseite ist hellbraun und wirkt wegen heller Federränder geschuppt. Das Schulterband fehlt. Das Schwarz an der Schnabelspitze ist ausgedehnter und der Rand zur übrigen Schnabelfärbung nicht klar abgetrennt. Der Augenring ist entweder nicht zu sehen oder dünn und blass-rosa.
Im Flug ist das dunkle Brustband gut zu erkennen. Die Schwanzoberseite ist schwarz mit weißem Rand. Die Füße überragen im Flug nicht die Schwanzspitze. 

## Lebensweise
Der Schwarzstirn-Regenpfeifer kommt einzeln, paarweise oder in Gruppen von bis zu 100 Vögeln an Süßgewässern vor. Seine Nahrung besteht aus Weichtieren, Krebstieren, Insekten und gelegentlich aus Samen. Er brütet im Australischen Frühling und Sommer, zwischen Juli und Mai. Das Nest ist eine flache Mulde im Untergrund, manchmal ausgelegt mit Zweigen, Muschelschalen oder Steinchen. Gegenüber Eindringlingen im Brutrevier wird ein Ablenkungsverhalten gezeigt. Ein Altvogel läuft, mit einem oder mit beiden herabhängenden Flügeln eine Verletzung vorspielend, mit lauten Rufen vor dem Eindringling her und leitet ihn von der Brut weg.

## Lebensraum und Verbreitung
Besiedelt werden Süßgewässer aller Art, auch weit im Binnenland, so zum Beispiel Sümpfe, Seen und Stauseen. Gelegentlich ist der Schwarzstirn-Regenpfeifer auch in brackigen oder salzigen Feuchtgebieten zu beobachten. Der Untergrund spielt dabei keine Rolle, er kommt sowohl auf Schlammflächen als auch auf Geröllufern vor. In Australien ist er überall verbreitet, außer im westlichen Zentralaustralien. Auch auf den umliegenden Inseln wie Kangaroo Island, den Torres Strait Islands kommt er vor. In Neuseeland hat sich der Schwarzstirn-Regenpfeifer nach natürlicher Einwanderung als Brutvogel etabliert, sowohl auf der Nord- als auch auf der Südinsel.